# Waterville Valley Resort
Waterville Valley Resort är en vintersportort i White Mountain National Forest i delstaten New Hampshire i USA, belägen i Grafton County och byggd på Mount Tecumseh. Här finns bland annat skidklubben Waterville Valley BBTS.

### Fotnoter
1. ↑  ”Arkiverade kopian”. Arkiverad från originalet den 21 februari 2014. https://web.archive.org/web/20140221181945/http://wvbbts.org/about-us/. Läst 12 februari 2014.